# Olindo Guerrini
Pour les articles homonymes, voir Guerrini.
Olindo Guerrini, aussi connu sous les pseudonymes d’Argia Sbolenfi, Marco Balossardi, Giovanni Dareni, Pulinera, Lorenzo Stecchetti, Bepi et Mercutio, né le 4 octobre 1845 à Forlì (États pontificaux) et mort le 21 octobre 1916 à Bologne (royaume d'Italie), est un poète et écrivain italien.

## Biographie
En 1872, il est initié en franc-maçonnerie dans la loge « Dante-Alighieri » de Ravenne, il devient ensuite maître maçon dans la loge « Otto-Agosto » de Bologne en 1887, et il atteindra le 33e et dernier degré du rite écossais ancien et accepté.

## Œuvres

### Poésie
- Postuma, 1877
- Polemica, 1878
- Nova polemica, 1878 (réimp. 1879)
- Giobbe, serena concezione di Marco Balossardi, 1882
- Rime di Argia Sbolenfi, 1897
- Le rime, 1903

En vénitien et en romagnol
- Le ciacole de Bepi : Roma, Travaso delle idee, 1908
- Sonetti romagnoli, 1920

### Prose
- La vita e le opere di Giulio Cesare Croce, 1879[2]

- La tavola e la cucina nei secoli XIV e XV, 1884
- In bicicletta, 1901
- Brani di vita, 1908 (réimp. 1917)
- Brandelli, 1883 (réimp. 1911)
- L'arte di utilizzare gli avanzi della mensa, 1918